# Kai Precht
Kai Precht (* 1961 in Bad Oeynhausen) ist ein deutscher Autor, Verleger und Filmproduzent. Er lebt in Berlin und Windhoek in Namibia.
Nach dem Studium der Allgemeinen und Vergleichenden Literaturwissenschaft, Theaterwissenschaft und Kunstgeschichte (Magister Artium) trat er 1995 als Geschäftsführer in die Edition diá ein. Seit 2009 ist er zudem als Geschäftsführer von Power and Glory Films (Windhoek) in der Filmproduktion tätig.

## Veröffentlichungen
als Autor:
- mit Hansjakob Baumgartner: Tabak – Gewohnheiten, Konsequenzen. Edition diá, Berlin 1983, ISBN 3-905482-46-0.
- mit Jochen Hippler: Honig – Gewohnheiten, Konsequenzen. Edition diá, Berlin 1994, ISBN 3-905482-54-1 (Taschenbuchlizenz: Lamuv Verlag 1998)
- unter dem Pseudonym Jacob Blume: Bier. Was die Welt im Innersten zusammenhält. Verlag Die Werkstatt, Göttingen 2000, ISBN 3-89533-278-X. (Auslandslizenz: Südkorea)
- unter dem Pseudonym Jacob Blume: Mit Lust die Welt verschlingen. Die sinnliche Küche Afrikas. Verlag Die Werkstatt, Göttingen 2001, ISBN 3-89533-310-7.
- unter dem Pseudonym Jacob Blume: Von Donnerbalken und innerer Einkehr. Eine Klo-Kulturgeschichte. Verlag Die Werkstatt, Göttingen 2002, ISBN 3-89533-367-0.
- unter dem Pseudonym Jacob Blume: Das Buch von guter Speise. Mittelalterlich kochen. Verlag Die Werkstatt, Göttingen 2004, ISBN 3-89533-451-0.
- Die Abenteuer des Moskito Max – The Adventures of Mosquito Max. Edition diá, Berlin 2016, ISBN 978-3-86034-450-7.
- Neue Abenteuer des Moskito Max – New Adventures of Mosquito Max, Edition diá, Berlin 2018, ISBN 978-3-86034-426-2.
- Weitere Abenteuer des Moskito Max – More Adventures of Mosquito Max, Edition diá, Berlin 2019, ISBN 978-3-86034-439-2.

als Herausgeber:
- Cora Frost: Mein Körper ist ein Hotel. DTV, München 1998, ISBN 3-423-20135-5.
- Beate Engelbrecht: Von Armen Rittern, Falschen Hasen und Verlorenen Eiern. Gerichte, die sich einen Namen machten. DTV, München 1999, ISBN 3-423-36127-1.
- mit Helmut Lotz: Deutschland, mein Land? 50 ganz persönliche Geschichten. DTV, München 1999, ISBN 3-423-36114-X.
- mit Helmut Lotz: Schluß mit dem Jahrtausend! 15 ultimative Beiträge. DTV, München 1999, ISBN 3-423-20259-9.
- mit Julika Jänicke, Helmut Lotz: Taxi Geschichten. DTV, München 2002, ISBN 3-423-20569-5.
- mit Julika Jänicke und Helmut Lotz: Alles Gute kommt von oben? Das untergründige Weihnachtsbuch. DTV, München 2004, ISBN 3-423-20752-3.

als Koproduzent:
- 2014 Taste of Rain. Namibia, Richard Pakleppa
- 2016 The Last Wild. Namibia/Spanien, Jordi Llompart

| Personendaten    | Personendaten                               |
| ---------------- | ------------------------------------------- |
| NAME             | Precht, Kai                                 |
| KURZBESCHREIBUNG | deutscher Autor, Verleger und Filmproduzent |
| GEBURTSDATUM     | 1961                                        |
| GEBURTSORT       | Bad Oeynhausen                              |